# Armin Mueller-Stahl

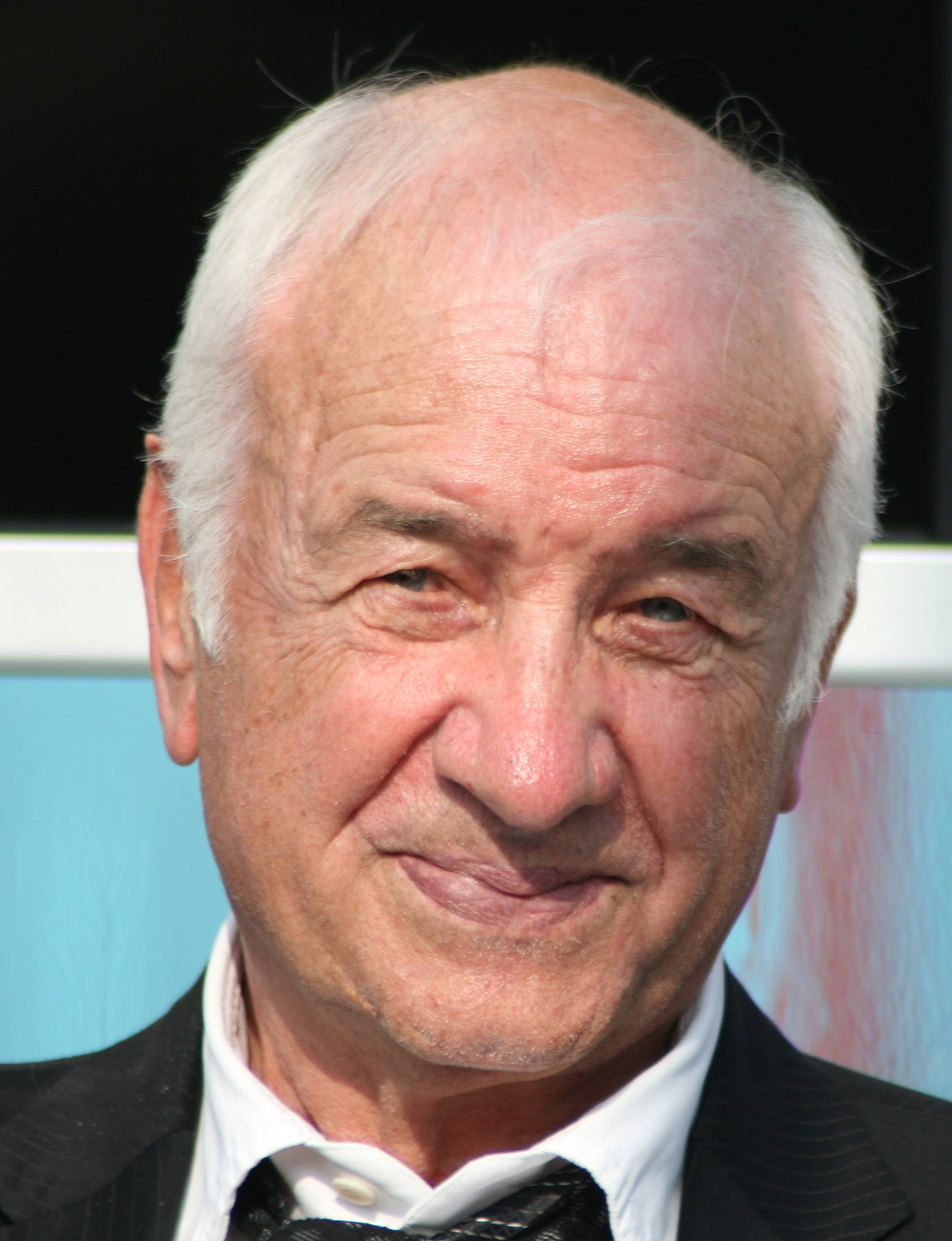
Armin Mueller-Stahl

Armin Mueller-Stahl (Tilsit, Oost-Pruisen, 17 december 1930) is een Duits acteur.

## Levensloop

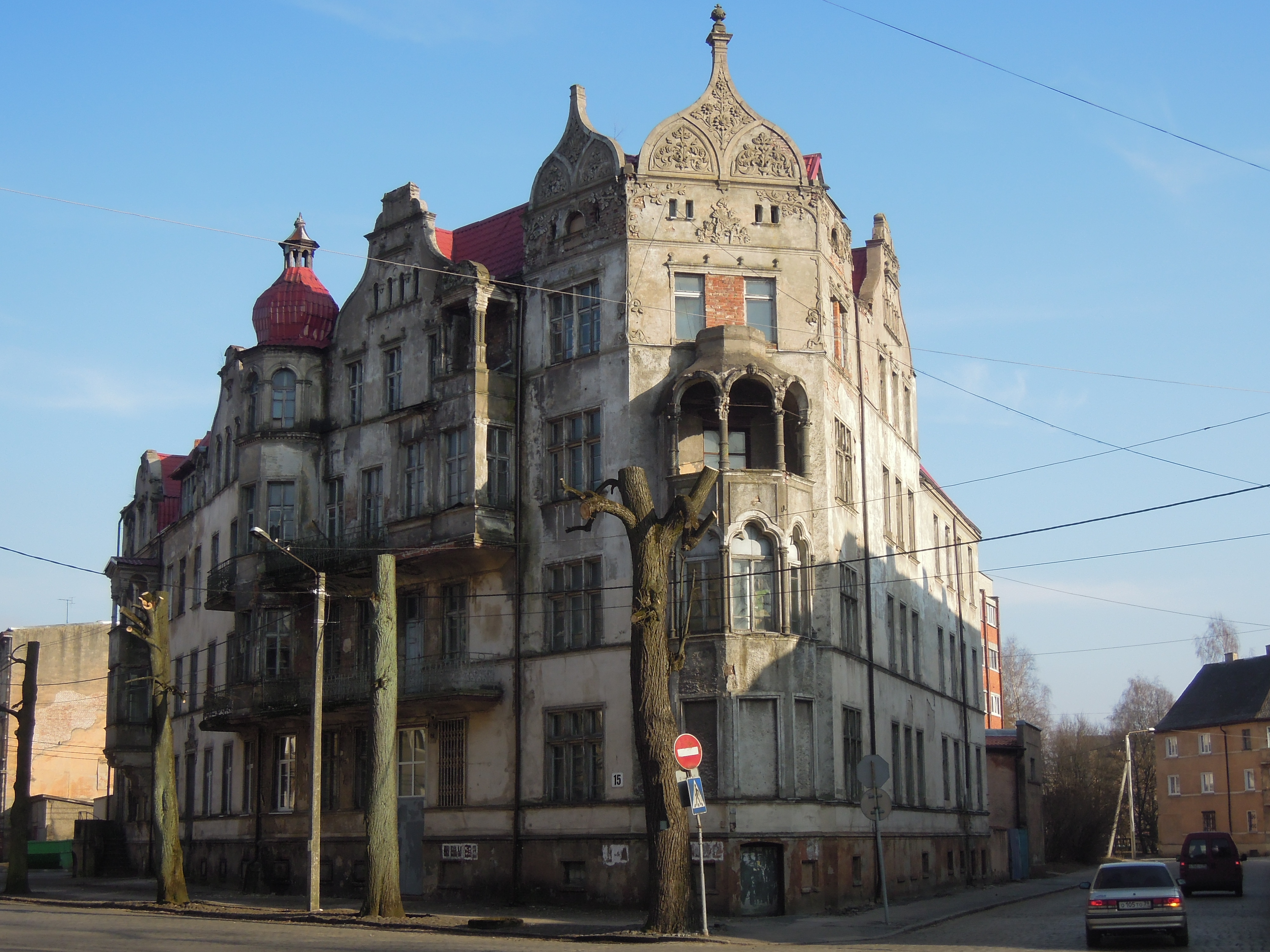
Het geboortehuis van Armin Mueller-Stahl in Tilsit (vandaag Sovetsk)

Zijn vader was bankbediende. Eerst wilde hij violist worden en studeerde hij aan de muziekacademie. Hij studeerde in 1949 in de Duitse Democratische Republiek (DDR) af als muziekleraar. In 1950 ging hij bij een theater werken. Hij begon zijn acteercarrière in 1960. Met de jaren groeide hij uit tot een veelgevraagd karakteracteur. Toen Wolf Biermann in 1976 na een optreden in Keulen niet meer mocht terugkomen naar de DDR en verbannen werd, protesteerde Mueller-Stahl hiertegen door een petitie te ondertekenen. Hierdoor kreeg hij nauwelijks rollen meer. In 1980 werd zijn verzoek tot emigratie naar de Bondsrepubliek ingewilligd.
In de Bondsrepubliek kreeg hij vrijwel direct rollen aangeboden. In 1981 kreeg hij de hoofdrol in Lola van Rainer Werner Fassbinder. In 1983 speelde hij in Eine Liebe in Deutschland van Andrzej Wajda. In dat jaar ontving hij ook de Deutscher Darstellerpreis ("Chaplin-Schuh"). Later ging hij ook rollen spelen in de Verenigde Staten. Zo speelde hij een belangrijke rol in de miniserie Amerika in 1987. Zijn eerste films daar waren Music Box, Kafka en Night on Earth. In 1992 won hij een Zilveren Beer op het Filmfestival van Berlijn voor zijn rol in Utz. In 1997 werd hij voor een Oscar genomineerd (Beste Mannelijke Bijrol in Shine). Voorts speelde hij mee in de actiefilm The Peacemaker.
Een van zijn meest recente rollen is die van maffiabaas in Eastern Promises (2007). In The International (2009) speelt hij het karakter Wilhelm Wexler. Zijn laatste rol speelt hij in de film Knight of Cups (2015) waar hij Fr. Zeitlinger is.

## Filmografie
- 1956: Heimliche Ehen
- 1959: Wenn die Nacht kein Ende nimmt (televisie)
- 1959–1960: Haus im Feuer
- 1960: Flucht aus der Hölle (televisie)
- 1960: Fünf Patronenhülsen
- 1962: Königskinder
- 1962: … und deine Liebe auch
- 1962: Die letzte Chance (televisie)
- 1962/1990: Monolog für einen Taxifahrer (televisie)
- 1963: Nackt unter Wölfen
- 1963: Der Andere neben dir (televisie)
- 1963: Christine
- 1963: Rauhreif (televisie)
- 1964: Preludio 11
- 1964: Alaskafüchse
- 1964: Wolf unter Wölfen (televisie)
- 1966: Columbus 64 (televisie)
- 1967: Ein Lord am Alexanderplatz
- 1968: Wege übers Land
- 1969: Die Dame aus Genua (televisie)
- 1970: Tödlicher Irrtum
- 1970: Kein Mann für Camp Detrick (televisie)
- 1971: Der Arzt wider Willen (theateropname)
- 1971: Die Verschworenen (vierteilig) (televisie)
- 1972: Januskopf
- 1972: Der Dritte
- 1973: Das unsichtbare Visier (televisie)
- 1973: Die Hosen des Ritters von Bredow
- 1973: Die eigene Haut (televisie)
- 1973: Die sieben Affären der Doña Juanita (4-delige televisiefilm)
- 1973: Stülpner-Legende (televisie)
- 1974: Die eigene Haut (televisiefilm)
- 1974: Kit & Co
- 1974: Jakob der Lügner
- 1976: Nelken in Aspik
- 1976: Die Lindstedts
- 1977: Die Flucht
- 1978: Geschlossene Gesellschaft (televisie)
- 1980: Die längste Sekunde (televisie)
- 1981: Lola
- 1981: Ja und Nein (televisie)
- 1981: Collin (televisie)
- 1981: Sonderdezernat K1 - Die Rache eines V-Manns (televisieserie)
- 1982: Die Sehnsucht der Veronika Voss
- 1982: Der Westen leuchtet!
- 1982: Ich werde warten (televisie)
- 1982: Die Gartenlaube (televisie)
- 1982: Die Flügel der Nacht
- 1982: Flucht aus Pommern (televisie)
- 1982: Der Fall Sylvester Matuska (Viadukt, televisie)
- 1982: Ausgestoßen (televisie)
- 1982: Wohin und zurück 1 – An uns glaubt Gott nicht mehr. Ferry oder Wie es war (televisie)
- 1983: Un dimanche de flic
- 1983: L’Homme blessé
- 1983: Trauma
- 1983: Ruhe sanft, Bruno (televisie)
- 1983: Eine Liebe in Deutschland
- 1984: Tatort: Freiwild (televisieserie)
- 1984: Rita Ritter
- 1984: Glut
- 1984: Tausend Augen
- 1984: Derrick – Stellen Sie sich vor, man hat Doktor Prestel erschossen (televisieserie)
- 1985: Redl ezredes
- 1985: Die Mitläufer
- 1985: Vergeßt Mozart
- 1985: Unser Mann im Dschungel
- 1985: Hautnah (televisie)
- 1985: Bittere Ernte
- 1985: Der Angriff der Gegenwart auf die übrige Zeit
- 1986: Auf den Tag genau (televisie)
- 1986: Momo
- 1986: Gauner im Paradies (televisie)
- 1987: Jokehnen (televisieserie)
- 1987: Der Joker
- 1987: Amerika (televisieserie)
- 1987: Franza (televisie)
- 1988: Killing Blue
- 1988: Tagebuch für einen Mörder (televisie)
- 1989: Schweinegeld – Ein Märchen der Gebrüder Nimm
- 1989: Das Spinnennetz
- 1989: Music Box
- 1989: A Hecc
- 1990: Avalon
- 1990: Le Gorille (televisie)
- 1991: Kafka
- 1991: Bronsteins Kinder
- 1991: Night on Earth
- 1992: Utz
- 1992: The Power of One
- 1992: Far from Berlin
- 1993: Der Kinoerzähler
- 1993: The House of the Spirits
- 1993: Red Hot
- 1994: Holy Matrimony
- 1994: The Last Good Time
- 1995: A Pyromaniac’s Love Story
- 1995: Theodore Rex
- 1996: Taxandria
- 1996: Shine
- 1996: Gespräch mit dem Biest
- 1996: The Ogre
- 1997: In the Presence of Mine Enemies (televisie)
- 1997: 12 Angry Men (televisie)
- 1997: The Assistant
- 1997: The Game
- 1997: The Peacemaker
- 1998: The Commissioner
- 1998: Akte X – Der Film
- 1999: The Thirteenth Floor
- 1999: The Third Miracle
- 1999: Jakob the Liar
- 1999: Jesus (televisie)
- 2000: Pilgrim
- 2000: The Long Run
- 2000: Mission to Mars
- 2000: Tanger - Legende einer Stadt
- 2001: Crociati (televisie)
- 2001: Die Manns – Ein Jahrhundertroman (televisie)
- 2004: The West Wing (televisie)
- 2004: The Dust Factory
- 2004: The Story of an African Farm
- 2006: Ich bin die Andere
- 2006: Local Color
- 2007: Eastern Promises
- 2008: Dmitri Schostakowitsch: Dem kühlen Morgen entgegen (Dokumentarfilm)
- 2008: 10,000 BC
- 2008: Buddenbrooks
- 2009: The International
- 2009: Angels and Demons
- 2009: Leningrad – Die Blockade
- 2015: Knight of Cups

## Theater
- 1954: Wassili Schwarkin: Ein fremdes Kind (Kostja) – Regie: Robert Trösch (Volksbühne Berlin)
- 1956: Gerhart Hauptmann: Die Ratten (Erich Spitta) – Regie: Walther Suessenguth (Volksbühne Berlin)
- 1957: Gerhart Hauptmann: Die Weber (huisleraar) – Regie: Ernst Kahler (Volksbühne Berlin)
- 1960: Lajos Mesterházi: Menschen von Budapest – Regie: Fritz Wisten (Volksbühne Berlin)
- 1961: Friedrich Wolf: Beaumarchais oder Die Geburt des Figaro (afgezant) – Regie: Rudi Kurz (Volksbühne Berlin)
- 1962: Gotthold Ephraim Lessing: Emilia Galotti (prins Gonzaga) – Regie: Gerd Klein (Volksbühne Berlin)
- 1963: Leo Tolstoi: Krieg und Frieden (Andreij) – Regie: Wolfgang Heinz/Hannes Fischer (Volksbühne Berlin)
- 1964: William Shakespeare: Romeo und Julia (Mercutio) – Regie: Fritz Bornemann (Volksbühne Berlin)
- 1967: Friedrich Schiller: Kabale und Liebe (secretaris Wurm) – Regie: Hans-Joachim Martens (Volksbühne Berlin)
- 1968: Armand Gatti: V wie Vietnam (Megasheriff) – Regie: Hans-Joachim Martens/ Wolfgang Pintzka (Volksbühne Berlin)
- 1968: Friedrich Schiller: Don Carlos (Posa) – Regie: Hannes Fischer (Volksbühne Berlin)
- 1968: Horst Kleinadam: Von Riesen und Menschen (partijsecretaris) – Regie: Karl Gassauer (Volksbühne Berlin)
- 1970: Kurt Bartsch, Reiner Bredemeyer (naar Jacques Offenbach): Orpheus (Orpheus) – Regie: Wolfgang Pintzka (Volksbühne Berlin)
- 1973: Arne Leonhardt: Der Abiturmann (professor) – Regie: Ernstgeorg Hering (Volksbühne Berlin – Stern)

## Synchronisatie
Als stemacteur leende hij zijn stem aan onder andere Roy Scheider in Last Embrace (1979) en Louis Zorich in Death of a Salesman (1985). Hij nam de rol van verteller op zich in Roland Emmerichs speelfilm 10,000 B.C. (in het origineel: Omar Sharif) en in de documentaire film en het docudrama Dmitri Shostakovich: Towards the Cool Morning (2008).

## Geluidsdragers
- es gibt tage… met Günther Fischer (p), Tobias Morgenstern (Akkordeon). 1 cd en 1 dvd, 2010, produktie: Universal Music.

## Hoorspel
- 1969: Ralph Knebel: Rücksicht auf einen Brigadier (Erzähler) – Regie: Edgar Kaufmann (Rundfunk der DDR)